# Фотограф (фільм)
Фотограф (англ. The Public Eye) — американський трилер 1992 року.

## Сюжет
Нью-Йорк, 1940-і роки. Фотограф Леон Бернштейн вважається найкращим у своїй професії в місті. Йому вдається випереджати навіть поліцію і першим перебувати на місце злочину, роблячи самі сенсаційні знімки. Одного разу Леон знайомиться з власницею нічного клубу Кей Левітц, яка розповідає йому, що їй погрожують гангстери, які раніше мали справи з її померлим чоловіком. Жінка просить Леона допомогти їй, таким чином, наражаючи його на небезпечну.

## У ролях
| Актор             | Роль               |
| ----------------- | ------------------ |
| Джо Пеші          | Леон Бернштейн     |
| Барбара Герші     | Кей Левітц         |
| Стенлі Туччі      | Сел                |
| Джеррі Едлер      | Артур Неблер       |
| Домінік Кьянезе   | Сполето            |
| Річард Рілі       | офіцер О'Браєн     |
| Річард Шифф       | фотограф на вулиці |
| Макс Брукс        | підліток на вулиці |
| Джаред Гарріс     | Денні, швейцар     |
| Боб Ґантон        | старий агент       |
| Тімоті Гендірксон | Річард Райнеман    |